# Franziska Mietzner
Franziska Mietzner, född 20 december 1988 i Bad Saarow-Pieskow, är en  tysk före detta handbollsspelare. Mietner spelade som vänsternia.
Franziska Mietzner är dotter till den östtyska handbollsspelaren Katrin Mietzner. Hon spelade för klubben Frankfurter HC från 2005 till 2013. I februari 2012 valdes Mietzner till årets handbollsspelare 2011 av läsarna av Handballwoche. Hon bytte klubb säsongen 2013/2014 och spelade för Thüringer HC. Hon vann tyska mästerskapet 2014 och 2015 med Thüringer. Sommaren 2015 bytte hon klubb hon till HC Leipzig där hon vann tyska cupen 2016. Under speltiden i Leipzig drabbades hon av en meniskskada. Från 2017/2018 spelade hon för Bayer 04 Leverkusen. Mietzner avslutade sin karriär efter en säsong i Leverkusen.
Mietzner spelade i det tyska ungdomslandslaget och deltog i U-19-EM i augusti 2007 i Turkiet. Hon vann sedan mästerskapet vid U-20-VM i Makedonien 2008. Strax före slutsignalen gjorde hon det avgörande målet till 23:22 mot Danmark. Hon blev uttagen till Tysklands damlandslag i handboll och spelade i världsmästerskapet i handboll för damer 2009. Hon spelade sedan i EM 2010 och sedan även i VM för damer 2011 i Brasilien. Det blev hennes sista mästerskap. Sammanlagt spelade hon 70 landskamper och lade 193 mål.

## Meriter i klubblag
- Vinnare av tyska mästerskapet 2014, 2015 med  Thüringer HC
- Vinnare av tyska cupen 2016 med HC Leipzig

## Individuell utmärkelser
- Årets handbollsspelare i Tyskland 2011[7]
- Skyttedrottning  Bundesliga 2008/09